# Suddersdorf

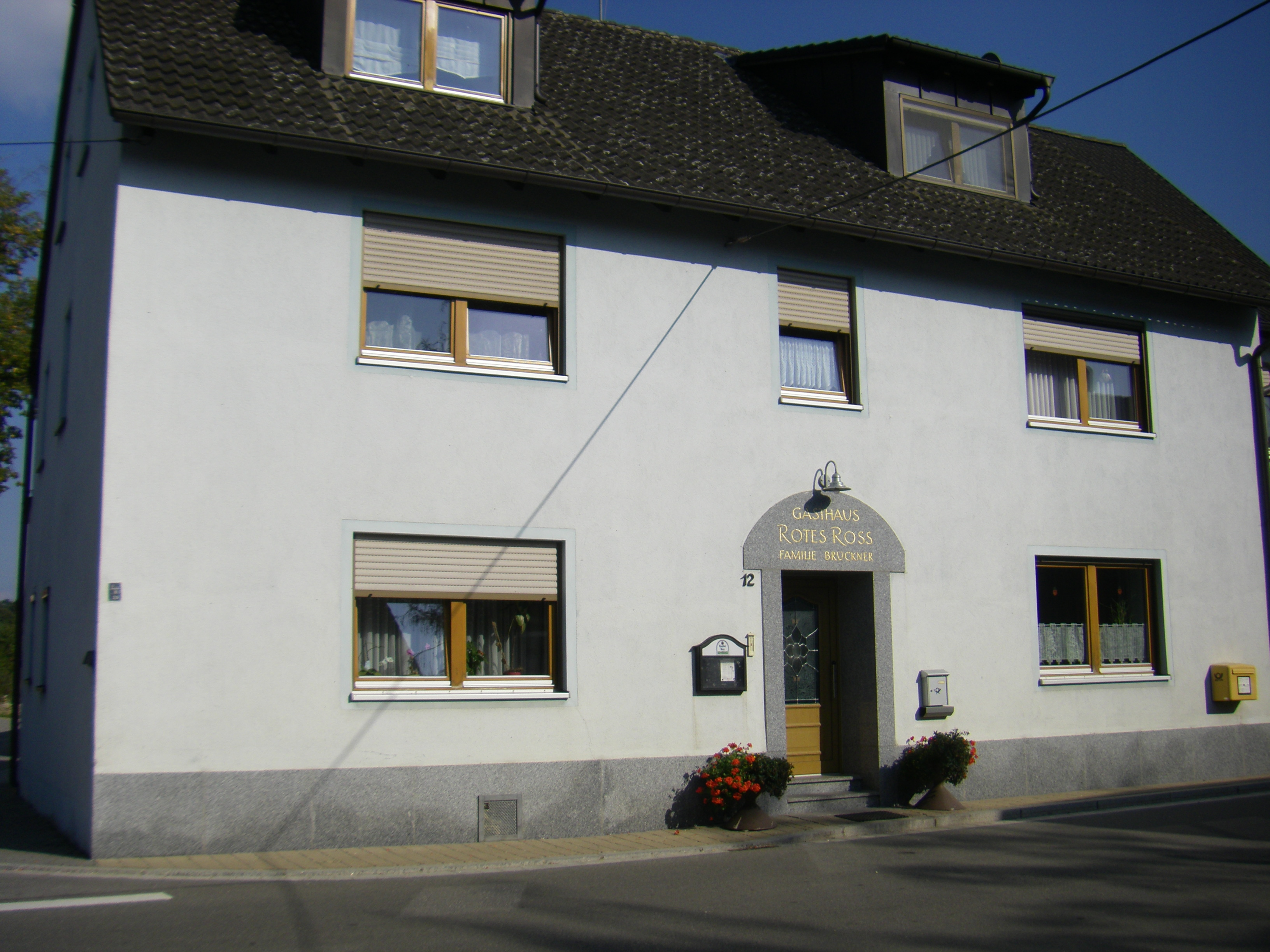
Suddersdorf 12: Gasthaus Rotes Ross

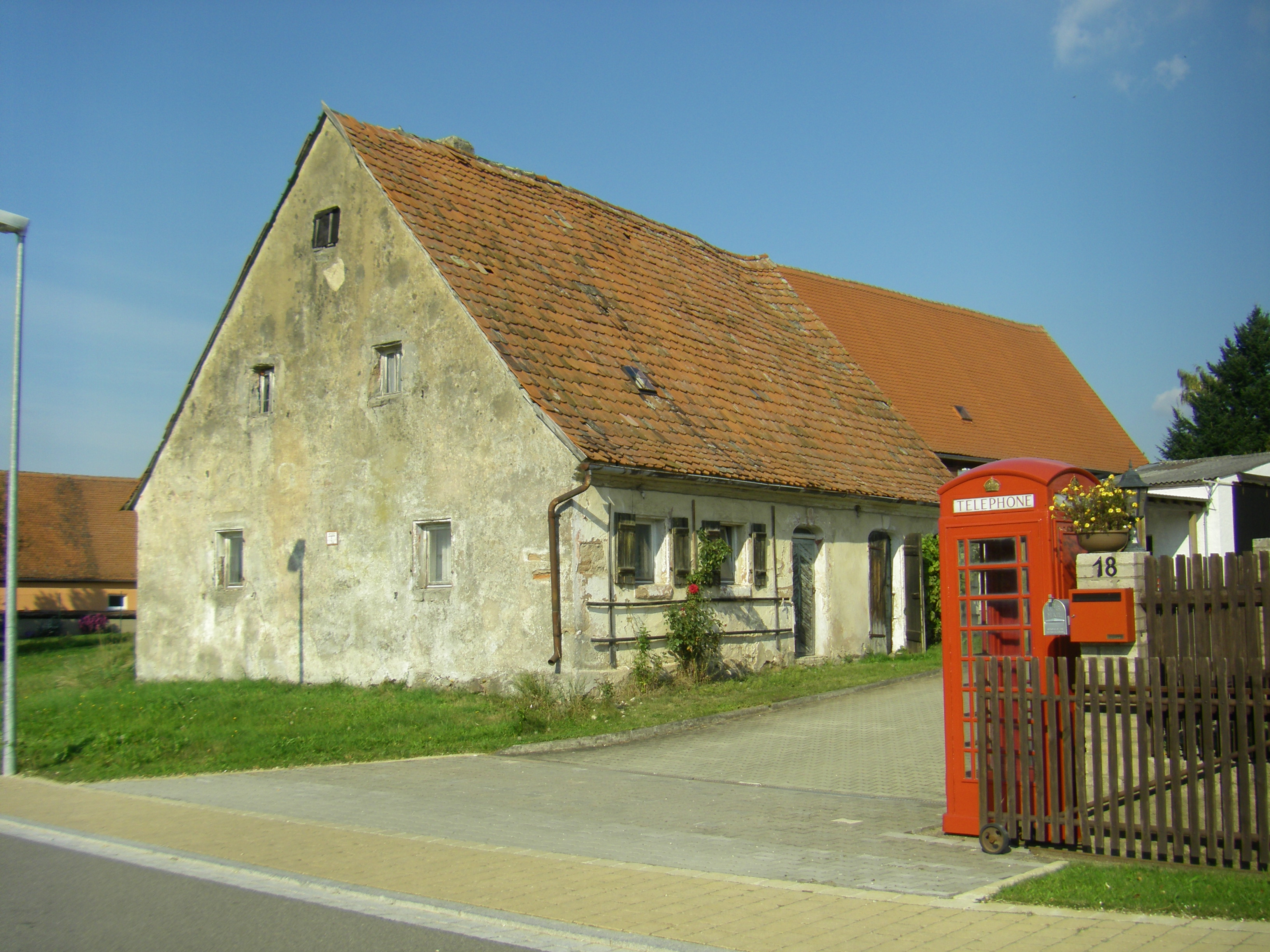
Suddersdorf 18: Wohnstallhaus

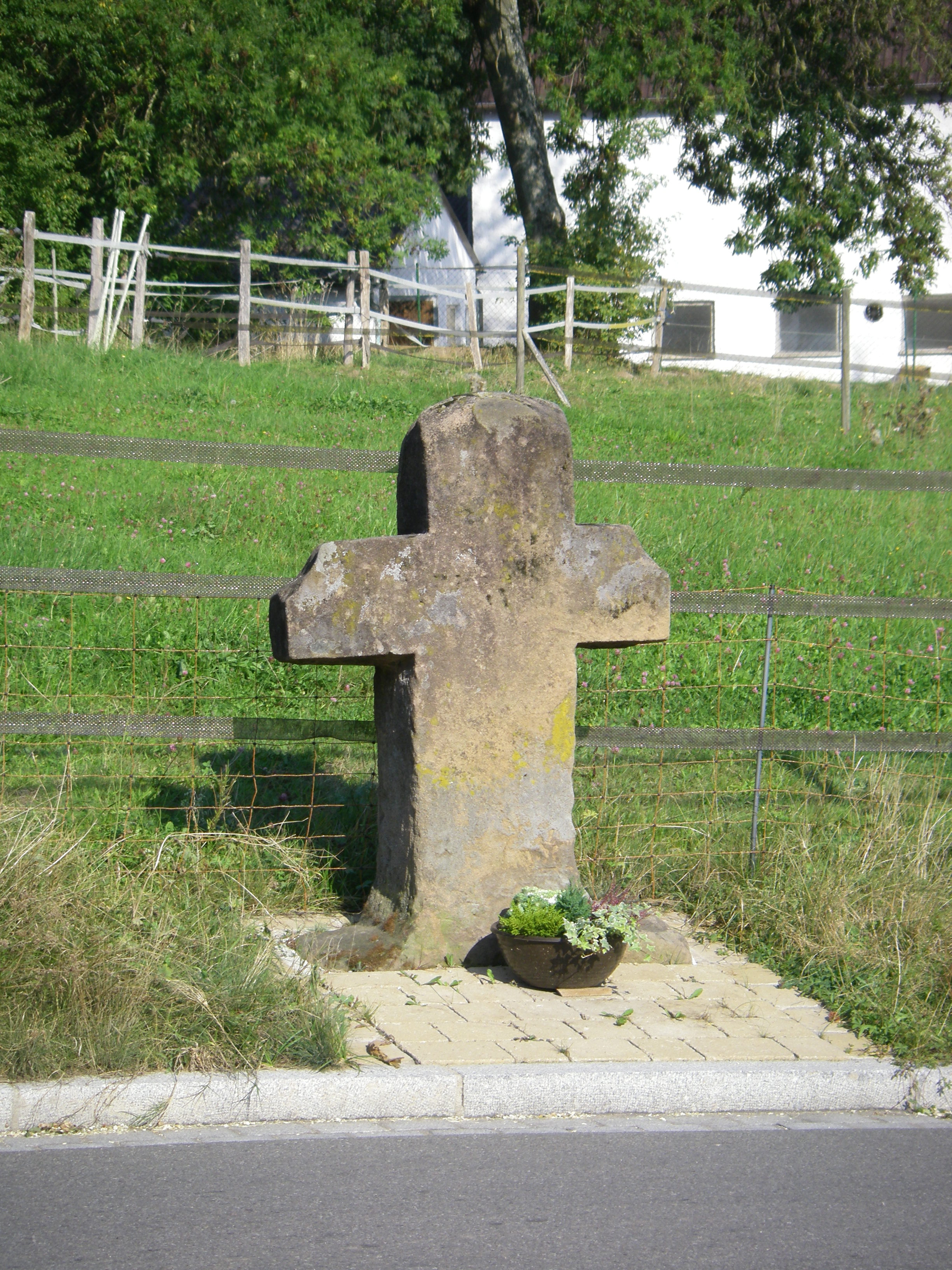
Steinkreuz

Suddersdorf (fränkisch: Suddasch-dorf) ist ein Gemeindeteil der Stadt Windsbach im Landkreis Ansbach (Mittelfranken, Bayern). Die Gemarkung Suddersdorf hat eine Fläche von 3,625 km². Sie ist in 365 Flurstücke aufgeteilt, die eine durchschnittliche Flurstücksfläche von 9930,50 m² haben. In ihr liegt neben dem namensgebenden Ort der Gemeindeteil Waldhaus.

## Geografie
Durch das Dorf fließt der Almesbach, ein rechter Zufluss der Aurach, und der Waldhausgraben mündet dort als rechter Zufluss in den Almesbach. Der Ort ist von den Waldgebieten Lehen (südwestl.), Brand (westl.) und Im Stück (nordwestl.) umgeben.
Die Kreisstraße AN 28 führt nach Bertholdsdorf zur AN 17 (2 km nordöstlich) bzw. nach Moosbach zur AN 15 (2,5 km südwestlich). Gemeindeverbindungsstraßen verlaufen nach Veitsaurach (1,7 km nordöstlich) und nach Watzendorf (2 km nordwestlich), ein Wirtschaftsweg zur AN 15 unmittelbar westlich von Brunn (1,3 km südlich).

## Geschichte
Der Ort wurde 1154 in einer Urkunde erstmals namentlich erwähnt, in der ein Gütertausch der „Gebrüder Diemanus und Ludewicus, gesessen zu Sudansdorf“ mit dem Kloster Heilsbronn bestätigt wird. Die Bedeutung des Ortsnamens kann nicht sicher geklärt werden. Der zu erwartende Personenname „Sudant“ ist unbekannt. Wahrscheinlich enthält der Ortsname das althochdeutsche Verb „suden“ (= beschmieren, beschmutzen). Eine ähnlich negative Bezeichnung findet sich beim Ort Hürbel am Rangen (= Kot). Bereits vor 1249 erwarb das Kloster Heilsbronn ein Gefälle. 1473 kaufte Abt Wegel von Heinz Apel den Zehnten von zwei Höfen. Später erwarb das Kloster noch zwei weitere Höfe. Conrad Pfefferbalk zu Bertholdsdorf verkaufte 1373 einem Walter Daum zu Suddersdorf die Waldung „Urlaß“ oder „Urlazz“, ein Waldstück zwischen Suddersdorf und Moosbach.
Im eichstättischen Salbuch, das um 1300 entstanden ist, wurden für den Ort nur eine Hube verzeichnet, die dem Hochstift Eichstätt unterstand. Im Salbuch von 1407 wurde diese nicht mehr erwähnt, Mitte des 15. Jahrhunderts wurde sie wieder aufgelistet. Im Urbar des Windsbacher Amt der Burggrafschaft Nürnberg (1361/64) sind für Suddersdorf 6 Untertanen verzeichnet. Im Salbuch des eichstättischen Kollegiatstifts St. Nikolaus zu Spalt von 1517 wird für Suddersdorf eine abgabenpflichtige Untertansfamilie verzeichnet. Der Hauptmannschaft Hergersbach der Reichsstadt Nürnberg unterstand 1529 eine Untertansfamilie im Ort.
Im 16-Punkte-Bericht des Oberamts Windsbach aus dem Jahr 1608 wurden für Suddersdorf 12 Mannschaften verzeichnet: 4 Höfe unterstanden dem Kastenamt Windsbach, 3 Höfe und 2 Güter dem Klosterverwalteramt Heilsbronn, 2 Höfe der Kirche Bertholdsdorf und 1 Gut dem eichstättischen Kastenamt Abenberg. Außerdem gab es ein Gemeindehirtenhaus. Das Hochgericht übte das brandenburg-ansbachische Kasten- und Stadtvogteiamt Windsbach aus. Laut dem 16-Punkte-Bericht des Klosteramts Heilsbronn, ebenfalls aus dem Jahr 1608, gab es nur 4 Heilsbronner Anwesen (3 Höfe und 1 Köblergut).
Im Dreißigjährigen Krieg (1618–1648) wurde der Ort zerstört. Noch 1685 hieß es, der Ort sei „ganz verödet, verarmt, verbrennet und ohne Bewohner“. Von 1668 bis 1700 sind 20 Exulanten aus Österreich nachweisbar. Im Eichstätter Salbuch von 1671 werden für Suddersdorf wieder 10 Untertansfamilien verzeichnet, wovon 1 dem Kastenamt Abenberg unterstand, 4 dem Kastenamt Windsbach, 3 dem Klosterverwalteramt Heilsbronn und 2 der Reichsstadt Nürnberg.
Laut den Vetter’schen Oberamtsbeschreibungen des Jahres 1732 waren das Kastenamt Windsbach, das Klosterverwaltungsamt Heilsbronn, das Kastenamt Abenberg, das Stiftamt Spalt und die Nürnberger Eigenherren Volkert Grundherren. In der Amtsbeschreibung des Pflegamtes Lichtenau aus dem Jahr 1748 wurden für den Ort 13 Untertansfamilien angegeben, wovon eine dem Pflegamt unterstand und der Rest Fremdherren.
Gegen Ende des 18. Jahrhunderts gab es in Suddersdorf 17 Anwesen und ein Gemeindehirtenhaus. Das Hochgericht und die Dorf- und Gemeindeherrschaft übte das brandenburg-ansbachische Kasten- und Stadtvogteiamt Windsbach aus. Grundherren waren das Fürstentum Ansbach (14 Anwesen; Kastenamt Windsbach: 5 Höfe, 3 Gütlein, 1 Leerhaus, 1 Wirtschaft; Klosterverwalteramt Heilsbronn: 1 Hof, 2 Höflein, 1 Gut), das Hochstift Eichstätt (Kastenamt Abenberg: 1 Gut; Kastenamt Spalt: 1 Gut) und der Nürnberger Eigenherr von Wölckern (1 Hof). Von 1797 bis 1808 unterstand der Ort dem Justiz- und Kammeramt Windsbach.
Im Geographischen statistisch-topographischen Lexikon von Franken (1802) wird der Ort folgendermaßen beschrieben:

„Weiler im ehemaligen Ansbachischen Oberamte Windsbach von 17 Unterthanen, wovon 2 nebst 3 Lehensleuten Eichstättisch und zwar von erstern einer zum Pfleg- und Kastenamte Abenberg, der andere aber zum fürstlichen Steueramte des Kollegiatstifts Spalt gehörig ist.
Es liegt dieser Weiler zwey Stunden etwas westnördlich von Abenberg entfernt, zwischen Wazendorf und Kettersbach, an dem Bache, der sich aus 2 Quellen, wovon eine hinter dem nördlich, die andere aber hinter dem südlich gelegenen Berge herkömmt und beyde bey Sudersdorf sich vereinigen, bildet, durch diesen Weiler lauft und dann oberhalb Rudelsdorf in den Aurachfluß fällt.
Den dortigen, der Eichstättischen Kirche lehenbaren Zehnt hat der Eichstättische Bischoff, Johann II, ein Herr von Heydeck, im Jahre 1425 unter andern auch dem Konrad und Heinrich von Lentersheim gegen einige Güter zu Stadel zugeeignet.“

1806 kam Suddersdorf an das Königreich Bayern. Im Rahmen des Gemeindeedikts wurde Suddersdorf dem 1808 gebildeten Steuerdistrikt Bertholdsdorf und der 1810 gegründeten Ruralgemeinde Bertholdsdorf zugeordnet. Mit dem Zweiten Gemeindeedikt (1818) entstand die Ruralgemeinde Suddersdorf. Sie war in Verwaltung und Gerichtsbarkeit dem Landgericht Heilsbronn zugeordnet und in der Finanzverwaltung dem Rentamt Windsbach. In der ersten Hälfte des 19. Jahrhunderts wurde auf dem Gemeindegebiet das Waldhaus gegründet. Von 1862 bis 1879 gehörte Suddersdorf zum Bezirksamt Heilsbronn, seit 1880 zum Bezirksamt Ansbach (1939 in Landkreis Ansbach umbenannt) und zum Rentamt Heilsbronn (1919–1929: Finanzamt Heilsbronn, seit 1929: Finanzamt Ansbach). Die Gerichtsbarkeit blieb beim Landgericht Heilsbronn (1879 in Amtsgericht Heilsbronn umbenannt), seit 1956 ist das Amtsgericht Ansbach zuständig. Die Gemeinde hatte 1964 eine Gebietsfläche von 3,575 km². Im Zuge der Gebietsreform in Bayern wurde Suddersdorf am 1. Juli 1973 nach Windsbach eingemeindet.

### Baudenkmäler
- An der Weggabelung nach Bertholdsdorf und Watzendorf steht ein etwa 145 × 105 × 30 cm messendes Steinkreuz. Das neuzeitliche Sandsteinkreuz ist vom Bayerischen Landesamt für Denkmalpflege als Baudenkmal (D-5-71-226-79) ausgewiesen. Das Kreuz ist wenig verwittert und beide Arme sind an der Oberseite abgeschrägt. Laut einer Sage, die 1854 im Gemeindebuch beschrieben ist, sollen sich hier zwei Nachbarn mit einer Sense gegenseitig ermordet haben. Der genaue Zweck dieses Kreuzes ist jedoch nicht mehr bekannt.[29]
- Haus Nr. 18: ein Wohnstallhaus mit eingeschossigem Satteldachbau mit Fachwerkgiebel aus dem späten 18. Jahrhundert.[30]

### Einwohnerentwicklung
Gemeinde Suddersdorf
| Jahr      | 1818   | 1840   | 1852   | 1855   | 1861   | 1867   | 1871   | 1875   | 1880   | 1885   | 1890   | 1895   | 1900   | 1905   | 1910   | 1919   | 1925   | 1933   | 1939   | 1946   | 1950   | 1952   | 1961   | 1970   |
| Einwohner | 98     | 128    | 126    | 145    | 152    | 142    | 147    | 147    | 161    | 167    | 143    | 141    | 139    | 146    | 157    | 163    | 162    | 138    | 147    | 194    | 174    | 158    | 141    | 144    |
| Häuser    | 25     | 26     |        |        |        |        | 28     |        |        | 31     | 30     |        | 32     |        |        |        | 30     |        |        |        | 27     |        | 28     |        |
| Quelle    | [ 32 ] | [ 33 ] | [ 34 ] | [ 34 ] | [ 35 ] | [ 36 ] | [ 37 ] | [ 38 ] | [ 39 ] | [ 40 ] | [ 41 ] | [ 42 ] | [ 43 ] | [ 42 ] | [ 44 ] | [ 42 ] | [ 45 ] | [ 42 ] | [ 42 ] | [ 42 ] | [ 46 ] | [ 42 ] | [ 26 ] | [ 47 ] |

Ort Suddersdorf
| Jahr      | 001818 | 001840 | 001861 | 001871 | 001885 | 001900 | 001925 | 001950 | 001961 | 001970 | 001987 |
| Einwohner | 98     | 123    | 146    | 143    | 162    | 134    | 158    | 146    | 138    | 143    | 126    |
| Häuser    | 25     | 23     |        |        |        | 31     | 29     | 26     | 27     |        | 32     |
| Quelle    | [ 32 ] | [ 33 ] | [ 35 ] | [ 37 ] | [ 40 ] | [ 43 ] | [ 45 ] | [ 46 ] | [ 26 ] | [ 47 ] | [ 2 ]  |

## Religion
Der Ort ist seit der Reformation evangelisch-lutherisch geprägt und nach St. Georg (Bertholdsdorf) gepfarrt. Die Einwohner römisch-katholischer Konfession sind nach St. Vitus (Veitsaurach) gepfarrt.